# فینال جام در جام اروپا ۱۹۹۸

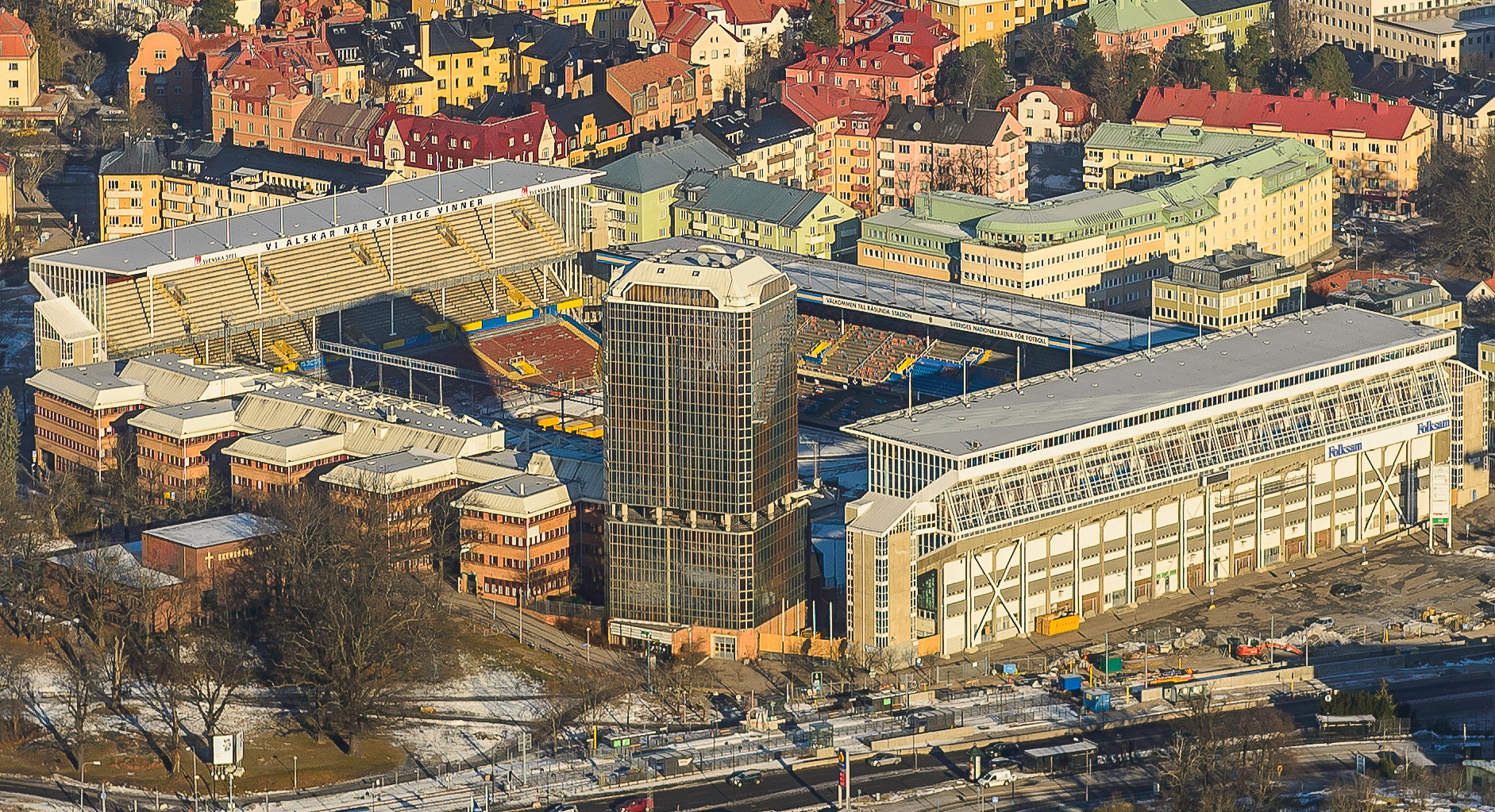
نمایی از ورزشگاه روسوندا، محل برگزاری فینال جام در جام اروپا ۱۹۹۸

فینال جام در جام اروپا ۱۹۹۸، رقابت پایانی جام در جام اروپا در سال ۱۹۹۸ میلادی است که مابین دو تیم باشگاه فوتبال چلسی و باشگاه فوتبال اشتوتگارت برگزار شده‌است.
این مسابقه که در تاریخ ۱۳ مه ۱۹۹۸ انجام شده‌است با نتیجه ۱ بر ۰ به سود تیم باشگاه فوتبال چلسی به پایان رسید.